# Буровщина (Иркутская область)
Буровщи́на (иногда встречается Буравщи́на) — посёлок в Слюдянском районе Иркутской области. Входит в Слюдянское муниципальное образование.

## География
Расположен на берегу озера Байкал в 8 км к юго-востоку от города Слюдянка на Транссибирской магистрали и федеральной автомагистрали Р258 «Байкал». На территории поселка находятся два остановочных пункта Восточно-Сибирской железной дороги: Буровщина и Садовая.

## Население
| 2002 | 2010 | 2011 | 2012 |
| ---- | ---- | ---- | ---- |
| 47   | ↗57  | →57  | ↘51  |

## Происхождение названия
По одной из версий, название происходит от «Боровщина». Местный богач в середине XIX века посадил бор, который вырубили ещё при строительстве Транссиба, а название, уже трансформированное, осталось.

## Экономика
Карьер «Буровщина» по добыче мрамора. Им были облицованы станции метро городов Советского Союза: «Баррикадная» и «Марксистская» Московского, «Красный проспект» Новосибирского и «Пролетарская» Харьковского метрополитенов.